# 狩猟の獲物、野菜と果物のある静物
『狩猟の獲物、野菜と果物のある静物』(しゅりょうのえもの、やさいとくだもののあるせいぶつ、西: Bodegón de caza, hortalizas y frutas、英: Still life with Game, Vegetables and Fruits) は、17世紀のスペインの修道士画家フアン・サンチェス・コターン (Juan Sánchez Cotán) によるキャンバス上の油彩画である。画家が残した数点しか現存しない静物画のうちの一点であり、現存するスペイン最古のボデゴン (スペインの静物画または厨房画) であると考えられている。作品は現在、マドリードのプラド美術館に所蔵されている。

## 歴史
大司教で枢機卿であったベルナルド・デ・サンドバル・イ・ロハスが所有していた５点のボデゴンは、1618年、フェリペ3世によってエル・パルド宮殿 の「南の間」のために購入されたが、その中には「アザミ」とのみ記されていた果物の絵画があり、サンチェス・コターンの作品であったと想定される。しかし、サンチェス・コターンは同じモティーフを繰り返し描いたので、この作品が本作であったかどうかはわからない。一方、本作が1603年制作の画家の財産目録に記録されているボデゴン、『フアン・デ・サラサールのための、ヤマウズラとあのアザミを描いた作品、別の作品のオリジナル』であることはほぼ確実である。
本作を最初に目撃したという言及は1848年のものである。この年、スターリング・マックスウェルは、後にプラド美術館と統合されたマドリードのトリニダード美術館 でこの作品を見たという。それより以前の1835年に、作品はスペイン・ブルボン王家のセバスティアン・ガブリエル・デ・ボルボン親王のコレクションからスペイン政府に押収され、トリニダード美術館に入った。その後、親王の子孫に返還されたが、1991年、エルナニ侯爵家の子孫からプラド美術館に購入された。

## 作品
1602年の制作年度が記載されたこの作品は、上述のように現存する最古のスペインの静物画であると考えられている。左側からの強い光を浴びて、棚に配置された鳥 (画家はカルトゥジオ会修道士であり、菜食であったので鳥獣の肉は食さなかった)、野菜、果物が黒い背景から浮かび上がっている。見事な写実主義的技法で細部まで描かれた日常的な食材が、光の効果による質感とともに厳粛性を帯び、品格を与えられている。
右端には、バラ色がかった白色のチョーセンアザミ (アーティチョーク) があり、その左には紫色がかったラディッシュとニンジンがある。左上には明るい緑の葉のついたレモンがあり、その右下には糸で吊るされた、虫食いの痕のある赤色と薄黄色のリンゴがある。左端には焼くために毛をむしり取られたスズメが串に刺されて置かれている。そして、画面中央右寄りには青色とオレンジ色の腹部を持つヤマウズラが、その左横には小さな鳥が糸で吊るされている。これら野菜、果物、鳥の表面では光と影の微妙なグラデーションや、開口部の棚に落ちるくっきりとした影により三次元的空間が作り出されている。
構図的には、チョーセンアザミの曲線と食器戸棚の直線の対比が目を引く。さらに各モティーフの相互関係も入念に練り上げられている。複雑な構図を持つ作品であるが、この作品以降、画家の静物画はモチーフの数を徐々に減らし、より簡素なものとなっていく。
前景に食器戸棚を置き、背景を黒一色の闇にするサンチェス・コターンの静物画の様式は、これ以降のボデゴンと呼ばれるスペイン静物画の基本的な形式を確立した。

## ギャラリー

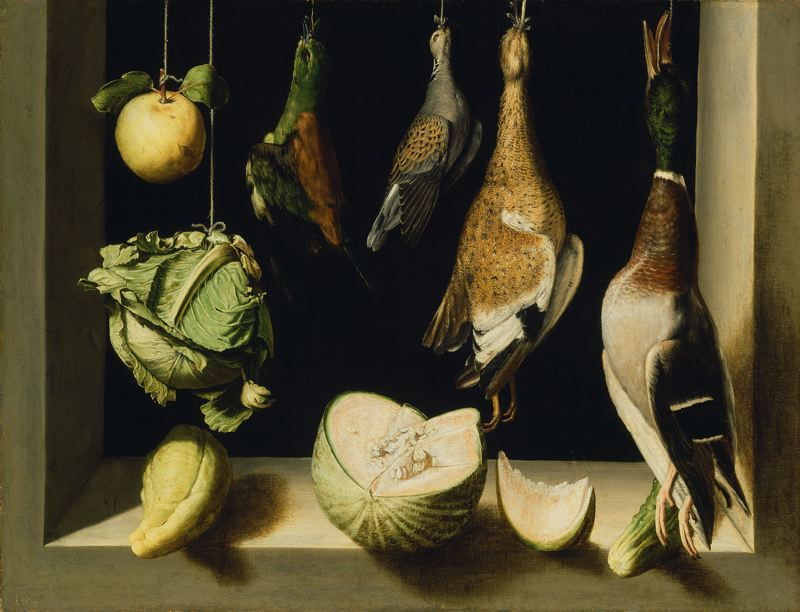
『狩猟の獲物のある静物』(1600-1603年)　シカゴ美術館
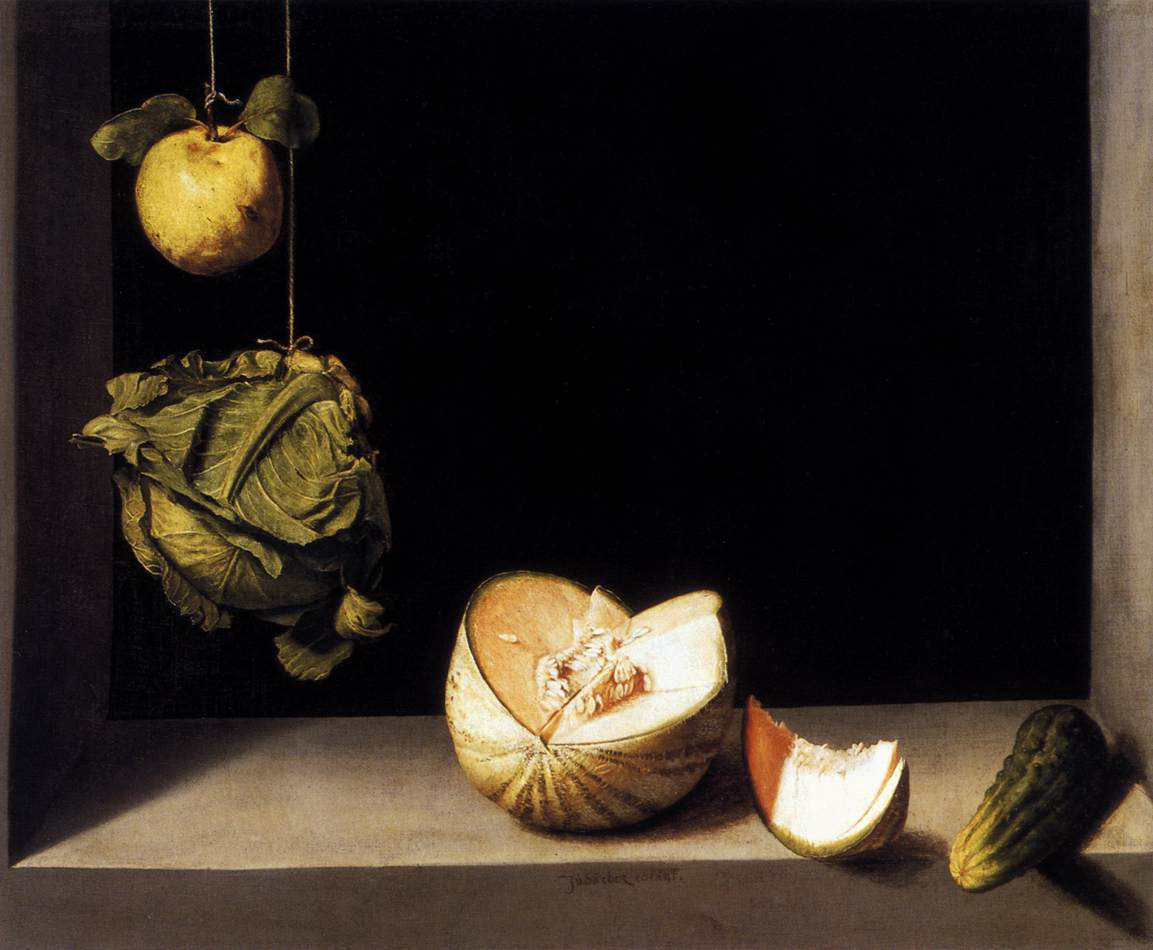
『マルメロ、キャベツ、メロン、キューリのある静物』(1602年ごろ)、サン・ディエゴ美術館（英語版）、サン・ディエゴ
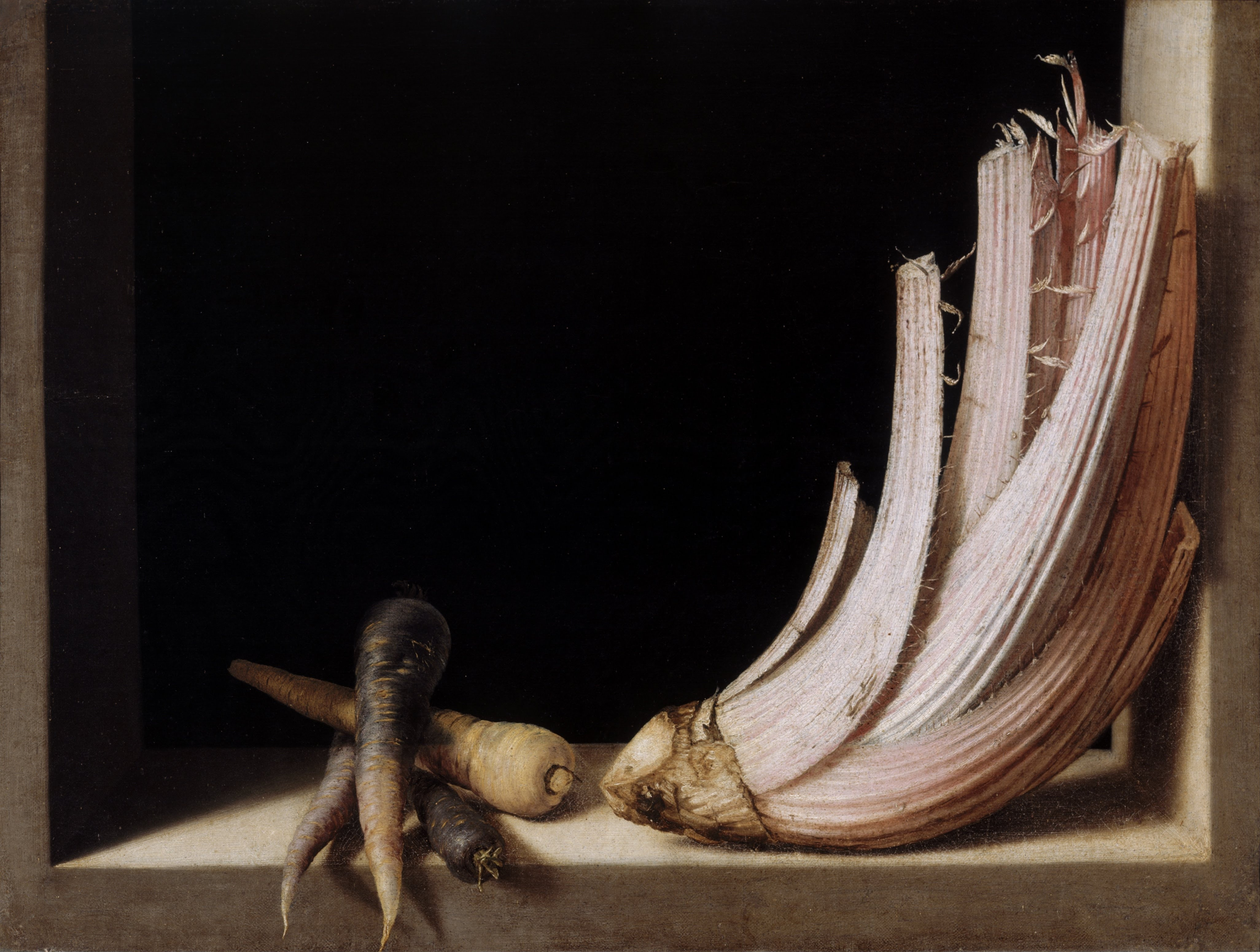
『アーティチョークのある静物』(1603-1627年)　グラナダ美術館